# Emil Vojanec
Emil Vojanec (5. ledna 1899 Blansko – 27. května 1971 Praha) byl český a československý politik a poválečný i poúnorový poslanec Prozatímního a Ústavodárného Národního shromáždění a Národního shromáždění ČSR za Československou stranu lidovou.

## Biografie
Pocházel z chudé kovodělnické rodiny, vyučil se v železářském obchodě. Koncem 1. světové války onemocněl na frontě v Albánii na malárii, s jejímiž následky se poté potýkal celý život. Po návratu nastoupil do sboru československého četnictva, kvůli zdravotním potížím ho musel v roce 1930 opustit. Od poloviny 20. let se angažoval v křesťanskosociálních spolcích a v Orlu. V roce 1934 se stal zaměstnancem křesťanské odborové centrály v Brně, za německé okupace byl funkcionářem jednotné odborové organizace NOÚZ. Byl členem ilegální odbojové organizace Za svobodu na Vyškovsku a Brněnsku. Po osvobození se stal členem představenstva ÚRO v Praze.
V letech 1945–1946 byl poslancem Prozatímního Národního shromáždění za ČSL, respektive za Ústřední radu odborů. Setrval zde do parlamentních voleb v roce 1946, pak byl za lidovce zvolen do Ústavodárného Národního shromáždění. Během únorového převratu 1948 patřil k prokomunistickému křídlu lidové strany a setrval v ní i poté, co se z ní stal loajální spojenec komunistického režimu. V parlamentních volbách v roce 1948 byl za lidovce zvolen ve volebním kraji Brno a v parlamentu setrval až do konce funkčního období v roce 1954. Byl místopředsedou jednotné odborové organizace Ústřední rada odborů a místopředsedou lidové strany.
Zastával vysoké funkce i v ČSL - člen předsednictva krajské lidové rady v Brně a člen zastupitelstva strany v Praze. Ve volbách roku 1954 již do Národního shromáždění nekandidoval, ale funkce v ČSL si podržel. Byl členem předsednictva ÚV ČSL a zástupce strany v ÚRO. Současně byl až do roku 1959 silně aktivní i v krajském výboru strany v Brně. Velký vzestup zaznamenal s nástupem Josefa Plojhara do vedení strany. K obratu v jeho kariéře došlo v 1956, když vyvolal jednání s Antonínem Zápotockým a pokoušel se o zmírnění některých opatření z počátku 50. let proti vysoké církevní hierarchii. Jeho iniciativa však narazila na rozhodný odpor předsedy strany Plojhara.
V letech 1957–1958 proti němu Josef Plojhar a Jan Niederle směřovali vnitrostranickou čistku. Byl označen za hlavní postavu tzv. brněnské kliky. V letech 1968–1969 se snažil v lidoveckém tisku oslabovat Plojharův vliv a podporoval demokratizační tendence ve straně. O návrat do funkcí se však již nepokoušel.